# María Jesús Lorenzana
María Jesús Lorenzana Somoza (A Coruña, 1981) es una abogada y política española del Partido Popular de Galicia. Desde septiembre de 2020 fue nombrada consejera de Empleo e Igualdad, y en junio de 2023 asumió el cargo de consejería de Economía, Empresa e Innovación.

## Formación académica y trayectoria profesional
Es licenciada en Derecho por la Universidad de A Coruña (2004). Cursó el Curso Superior de Derecho Autonómico en el Instituto de Derecho Público de Barcelona y tiene certificaciones de idioma: CAE de inglés (Universidad de Cambridge) y francés nivel B1 (Alianza Francesa).
Ingresó en 2007 en la escala de letradas de la Junta de Galicia por oposición. Ocupó diversos cargos en la Asesoría Jurídica de la Junta, incluyendo la de la Vicepresidencia de Igualdad y Bienestar y la de la Asesoría Jurídica General. Entre noviembre de 2011 y febrero de 2013 fue asesora jurídica de la Presidencia de la Junta. En febrero de 2013 fue nombrada secretaria general técnica de la Consejería de Traballo e Benestar; en octubre de 2015 asumió el mismo cargo en la Consejería de Medio Ambiente y Ordenación del Territorio, y en octubre de 2018 lo repitió en la Consejería del Medio Rural.

## Trayectoria política

### Consejera de Empleo e Igualdad (2020–2023)
En septiembre de 2020 fue nombrada consejera de Empleo e Igualdad, nuevo órgano con competencias que hasta entonces dependían de Economía.

### Consejería de Economía, Industria e Innovación (desde 2023)
En junio de 2023 asumió la cartera de Economía, Industria e Innovación, sucediendo a Francisco Conde López.
En una entrevista reciente destacó el binomio «industria y energía» como clave para la sostenibilidad económica de Galicia, afirmó que la industria ya representa el 18 % del PIB regional y busca alcanzar el 20 %, al tiempo que ponderó la estrategia de internacionalización y el aumento de exportaciones. También defendió que los proyectos industriales gallegos deben cumplir con rigurosas tramitaciones ambientales.

## Diputada autonómica
En las elecciones al Parlamento de Galicia de 2024 resultó elegida diputada por la provincia de A Coruña.

## Enlaces a otras páginas de interés
- Universidad de A Coruña
- Partido Popular de Galicia
- Parlamento de Galicia